# Oxo (chimie)

Les aldéhydes sont des composés oxo.

En chimie, les composés oxo sont des  molécules contenant un atome d'oxygène doublement lié (=O) à un atome de carbone (on parle alors de carbonyle) ou à un autre type d'atomes. Cet atome et sa double liaison est souvent appelé groupe oxo.
Cette structure est présente dans de nombreux groupes fonctionnels comme les cétones, les aldéhydes, les acides carboxyliques, les esters et amides, les sulfones, les sulfoxydes, etc.
En chimie organométallique et en chimie inorganique,le groupe oxo, O=, peut être directement lié à un métal comme dans les complexes oxo.